# SLEEPER (ナイトメアの曲)
「SLEEPER」（スリーパー）は、日本のヴィジュアル系ロックバンド・ナイトメアの18枚目のシングル。2011年9月7日にHPQから発売された。

## 概要
エイベックス移籍第2弾シングル。3タイプリリースであり、Aタイプには「SLEEPER」、Bタイプには「Star Spangled Breaker」のビデオクリップを収録したDVDが付属する。CタイプはCDのみでボーナストラックが収録されている。
ナイトメア初のCMタイアップ出演で、ジェムケリーのCMとして使用された。

## 収録曲

### type A/B
CD
1. SLEEPER
作詞・作曲：RUKA

- 「ジェムケリー」CMソング
- もともとは「VERMILLION.」のカップリングだった。そのためRUKAは「ぶっちゃけ自分の中ではカップリングとしての意識だったりする」と語っている。また、歌詞については「『死ぬ事に対する意味はあるのか?』『生きて来た事に対する意味はあるのか?』という疑問を書いた」と発言している。[1]

1. Star Spangled Breaker
作詞・作曲：咲人

- テレビ朝日「ストリートファイターズ」9月度エンディングテーマ

DVD (A)
1. 「SLEEPER」 VIDEO CLIP収録

DVD (B)
1. 「Star Spangled Breaker」 VIDEO CLIP収録

ストファイに出演した際、このPVの見どころは「咲人のギターにテニスボールがくっついているシーンがある」と言っていた。

### type C
CD
1. SLEEPER
作詞・作曲：RUKA
2. Star Spangled Breaker
作詞・作曲：咲人
3. アイリス
作詞・作曲：RUKA

## 収録アルバム
| 曲名    | 収録アルバム  | 発売日         | 備考                  |
| ------- | ------------- | -------------- | --------------------- |
| SLEEPER | 『NIGHTMARE』 | 2011年11月23日 | 7thオリジナルアルバム |